# Deutsche Eishockey-Meisterschaft 1932
Die Deutsche Eishockey-Meisterschaft 1932 war die 16. Austragung dieser Titelkämpfe.
Die Meisterschaft wurde am 9. und 10. Januar 1932 auf dem Riessersee bei Garmisch-Partenkirchen ausgetragen.

## Spiele
| 10. Januar 1932 | SC Riessersee | 1:1 0 | Münchener EV | Riessersee, Garmisch |

| 10. Januar 1932 nachmittags | SC Riessersee | 0:0 0 | Berliner Schlittschuhclub | Riessersee, Garmisch |

| 11. Januar 1932 | Berliner Schlittschuhclub 1:0 Gustav Jaenecke 2:0, 3:0, 4:1 Rudi Ball | 4:1 (3:0, 0:1, 1:0) Spielbericht | Münchener EV 3:1 Ast | Riessersee, Garmisch |

## Abschlusstabelle
|    | Klub                      | Sp | S | U | N | Tore | Punkte |
| -- | ------------------------- | -- | - | - | - | ---- | ------ |
| 1. | Berliner Schlittschuhclub | 2  | 1 | 1 | 0 | 4:1  | 3:1    |
| 2. | SC Riessersee             | 2  | 0 | 2 | 0 | 1:1  | 2:2    |
| 3. | Münchener EV              | 2  | 0 | 1 | 1 | 2:5  | 1:3    |

Abkürzungen: Sp = Spiele, S = Siege, U = Unentschieden, N = Niederlagen

## Meisterkader
| Deutscher Meister 1932 Berliner Schlittschuhclub | Drewitz Schrupp, Horst Orbanowski, Erich Römer Rudi Ball, Werner Korff, Gustav Jaenecke; Bernhard Scheublein, Paul Trautmann, Kühn |